# Лотта и... (киносериал)
«Лотта и …» (нем. Lotta & ...) — немецкий киносериал, транслируемый в Германии на телеканале ZDF, от создателей телесериала «Турецкий для начинающих».

## Сюжет

##### Лотта и старое железо
- Оригинальное название: Lotta & die alten Eisen
- Дата премьеры: 20 января 2010 год[1]

Лотта — очень импульсивная девушка. Её родной отец стал для неё бельмом на глазах.
Он поставил ей ультиматум на прекращение финансирование всех её безумных идей.
Поэтому Лотта устраивается на стажировку, которая была предложена ей, в качестве медсестры в местном доме престарелых.
В Доме Престарелых она понимает, что именно здесь, где смерть является обычным делом, люди по-настоящему живы.
| Награды и номинации | Награды и номинации                     | Награды и номинации    | Награды и номинации | Награды и номинации |
| Год                 | Награда                                 | Категория              | Номинант            | Результат           |
| ------------------- | --------------------------------------- | ---------------------- | ------------------- | ------------------- |
| 2010                | Телевизионная премия им. Гюнтера Штрака | Лучшая молодая актриса | Йозефина Пройс      | Номинация           |

##### Лотта и большие надежды
- Оригинальное название: Lotta & die großen Erwartungen
- Дата премьеры: 11 мая 2012 год[2]

Лотта отучилась в колледже на медсестру, теперь она думает, что наконец нашла своё место в жизни. После успешной сдачи экзаменов, она будет, конечно, опять работать Доме престарелых, где проходила стажировку. Но сейчас Дом находится на грани закрытия. Лотте придётся побороться за сохранение этого дома и всех его обитателей. Справится ли молодая девушка с той ответственностью которая на неё навалится? У Лотты большие планы, но после мимолётной связи со своим сослуживцем обнаруживает, что та не осталась без «последствий». Лотта беременна.
Перед ней возникает вопрос, может ли она взять на себя такую большую ответственность как рождение ребенка?

##### Лотта и светлое будущее
- Оригинальное название: Lotta & die frohe Zukunft
- Дата премьеры: 4 апреля 2013 год[3]

Лотта хочет изучать медицину и стоять на своих собственных принципах. Она одна с дочерью и ей не так просто. Она пытается победить своё упрямство, усердно учиться и свободно общаться с сокурсниками. Но Лотту посещает чувство, которого не было ранее, — она влюбилась. И это никак не вписывается в её планы.

##### Лотта и вечное «Почему?»
- Оригинальное название: Lotta & das ewige Warum
- Дата премьеры: 3 сентября 2015 год[4]

Парень Лотты Давид возвращается из Индии, и они начинают жить вместе. В скором времени Давид получает предложение о хорошей работе, но Лотта подвергает сомнению его решение и их отношения.

##### Лотта и самая трудная задача
- Оригинальное название: Lotta & der dicke Brocken
- Дата премьеры: 31 марта 2016 год[5]

Лотта возвращается в свой родной город, чтобы работать доктором в местной больнице. Со стороны начальства она испытывает неуважение, так как все считают её молодым и ещё неопытным врачом. Но это не самая большая проблема…

##### Лотта и серьёзная жизнь
- Оригинальное название: Lotta & der Ernst des Lebens
- Дата премьеры: 4 мая 2017 год[6]

Лотта получила работу в клинике, которая находится в районе Кройцберг. Её маленькая дочь Лило не очень довольна необходимостью переместиться. В то время как Лотта уже подружилась…

##### Лотта и прекрасный сертификат
- Оригинальное название: Lotta & der schöne Schein
- Дата премьеры: 2019 год[7]

## В ролях
| Роль                          | Лотта и старое железо   | Лотта и большие надежды | Лотта и светлое будущее | Лотта и вечное «Почему?» | Лотта и самая трудная задача | Лотта и серьёзная жизнь |              |
| ----------------------------- | ----------------------- | ----------------------- | ----------------------- | ------------------------ | ---------------------------- | ----------------------- | ------------ |
| Шарлотта «Лотта» Бринкхаммер  | Йозефина Пройс          | Йозефина Пройс          | Йозефина Пройс          | Йозефина Пройс           | Йозефина Пройс               | Йозефина Пройс          |              |
| Себастьян «Басти» Бринкхаммер | Бернхард Писк           | Бернхард Писк           | Бернхард Писк           | Бернхард Писк            | Бернхард Писк                | Бернхард Писк           |              |
| Майнольф Бринкхаммер          | Франк Рет               | Франк Рет               | Франк Рет               | Франк Рет                | Франк Рет                    | Франк Рет               |              |
| Марлис Бринкхаммер            | Вера Бараньяи           | Вера Бараньяи           | Вера Бараньяи           | Вера Бараньяи            |                              |                         |              |
| Лило Бринкхаммер              |                         |                         | Роза Лола Даргис        | Клои Хайнрих             | Клои Хайнрих                 | Матильда Хорк           |              |
| Медсестра Надежда             | Марина Вайс-Бургаслиева | Марина Вайс-Бургаслиева |                         |                          |                              |                         |              |
| Медсестра Жанна               | Сесилия Пилладо         | Сесилия Пилладо         |                         |                          |                              |                         |              |
| Георг Куртакер                | Йокель Чирш             | Йокель Чирш             |                         |                          |                              |                         |              |
| Доминик                       |                         | Арнел Таки              |                         |                          |                              |                         |              |
| Лукас                         |                         | Саймон Экерт            |                         |                          | Саймон Экерт                 |                         |              |
| Давид Бюлов                   |                         |                         | Ханно Коффлер           | Голо Ойлер               |                              |                         |              |
| Катарина Борнеманн            |                         |                         | Фанни Штавьяник         | Фанни Штавьяник          |                              |                         |              |
| Мона                          |                         |                         | Кэрол Шулер             | Кэрол Шулер              |                              | Кэрол Шулер             |              |
| Гритт                         |                         |                         | Надина Вриц             | Надина Вриц              |                              |                         |              |
| Юнис                          |                         |                         |                         |                          |                              | Костя Ульман            | Костя Ульман |

## Создатели
| Фильм                               | Режиссёр        | Сценарист                      | Продюсер       |
| ----------------------------------- | --------------- | ------------------------------ | -------------- |
| Лотта и старое железо (2010)        | Эдзард Оннекен  | Стефан Рогаль                  | Коринна Маркс  |
| Лотта и большие надежды (2012)      | Эдзард Оннекен  | Себастьян Орлак                | Коринна Маркс  |
| Лотта и светлое будущее (2013)      | Гэро Вайнройтер | Себастьян Орлак                | Коринна Маркс  |
| Лотта и вечное «Почему?» (2015)     | Йозеф Орр       | Себастьян Орлак                | Рональд Гребе  |
| Лотта и самая трудная задача (2016) | Эдзард Оннекен  | Себастьян Орлак                | Александр Танг |
| Лотта и серьёзная жизнь (2017)      | Флориан Гартнер | Себастьян Орлак и Керстин Шюце | София Доссманн |